# Idiomas de Surinam
La sociedad de Surinam es una de las más multilingües del mundo. La lengua neerlandesa es el único idioma oficial, y es la lengua de la educación, gobierno, empresarios y medios de comunicación. Más del 50 por ciento de la población lo habla como lengua materna, mientras que la mayor parte del resto lo hablan como segunda o tercera lengua. En 2004, Surinam se convirtió en miembro asociado de la Unión de Lengua Neerlandesa. Es el único país de habla neerlandesa en América del Sur y el único independiente fuera de Europa con esa lengua como oficial.

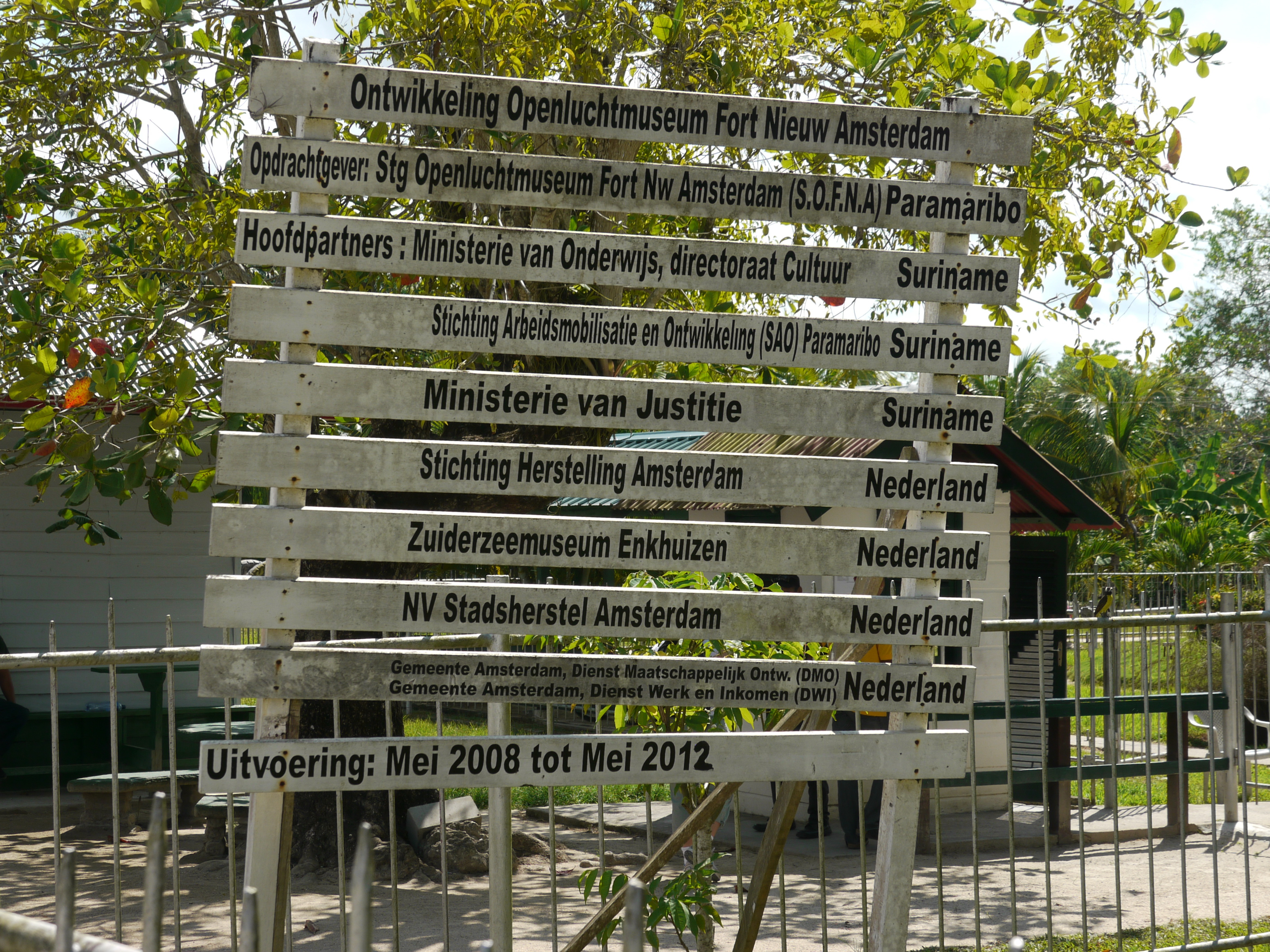
Cartel publicado en neerlandés en Nieuw Amsterdam, Surinam

En Paramaribo, el neerlandés es el idioma de dos terceras partes de los hogares. El reconocimiento del "Surinaams Nederlands" ("neerlandés de Surinam") como un natiolect (Dialecto nacional) igual a "Nederlands Nederlands" ("neerlandés neerlandés") o al "Vlaams Nederlands "(" Neerlandés Flamenco") se expresó en 2009 con la publicación de la Nederlands Woordenboek Surinaams (Diccionario del neerlandés de Surinam). Solo en el interior de Surinam menos poblado el neerlandés es menos utilizado.
El sranan tongo, una lengua local criolla hablada originalmente por un grupo de la población criolla, y actualmente por más de un tercio de los habitantes, es el idioma más utilizado en las calles e intercambiable a menudo con el neerlandés, dependiendo de la formalidad de la ocasión.
El hindi de Surinam o sarnami, un dialecto del bhojpuri, es el tercer idioma más utilizado, hablado por los descendientes de trabajadores con contrato de Asia. El javanés es utilizado por los descendientes de los trabajadores subcontratados de Java. Los idiomas de los negros cimarrones, son algo inteligibles con el sranan tongo, incluyen el saramaka, paramakan, ndyuka, aukan, kwinti y patawai. Las lenguas amerindias, habladas por los indígenas, son el Caribe y arauaco. El hakka y chino cantonés son habladas por los descendientes de los trabajadores subcontratados chinos (koelie, coolí). El chino mandarín es hablado por unos pocos inmigrantes chinos recientes. El inglés es hablado por aproximadamente el 87% de la población surinamesa. El español y portugués también se utilizan. El español y el portugués son hablados por residentes de países iberoamericanos y sus descendientes, y es común que se enseñen en las escuelas.
El discurso público sobre las lenguas de Surinam es parte de un debate en curso sobre la identidad nacional del país. Mientras que la lengua neerlandesa es percibida como un remanente del colonialismo para algunos, el uso del popular sranan se asoció con la política nacionalista después de su uso público por el exdictador Desi Bouterse en la década de 1980, que algunos de los grupos de descendientes de esclavos fugados pudieran no ver bien. Algunos proponen cambiar el idioma nacional al inglés, a fin de mejorar los vínculos con algunos países del Caribe y América del Norte, o al español, como un guiño a la ubicación de Surinam en Sudamérica y América, aunque no tenga vecinos que hablen español.